# Yankee Stadium (1923)
Das Yankee Stadium war ein Baseballstadion im Süden der Bronx, dem nördlichsten Stadtbezirk von New York City im US-amerikanischen Bundesstaat New York. Es lag an der 161st Street und war die Heimspielstätte der Baseballmannschaft der New York Yankees.
Das erste Spiel fand am 18. April 1923 statt (Yankees gegen Boston Red Sox 4:1), das letzte am 21. September 2008 (Yankees gegen Baltimore Orioles 7:3). Danach wurden die Spiele der Yankees im neuen Yankee Stadium ausgetragen, welches neben der alten Spielstätte errichtet wurde und dessen Äußeres sich stark daran orientiert. Sie wurde am 16. April 2009 eingeweiht.
Von März 2009 bis Mai 2010 erfolgte der Abriss der Spielstätte und auf dem Gelände wurde eine Heritage Field genannte Grünanlage geschaffen.
Zuletzt fasste das Stadion 57.545 Zuschauer.

## Geschichte
Am 6. Februar 1921 gaben die Yankees eine Presseerklärung heraus, um den Kauf eines Grundstücks in der Bronx anzukündigen. Das Land lag gegenüber dem vorherigen Stadion der Yankees, den Polo Grounds, die sie seit 1913 mit dem Stadtrivalen New York Giants teilten. Es war zuvor ein Teil des Grundbesitzes von William Waldorf Astor und wurde für 675.000 US-Dollar gekauft.
Geplant war ein Fassungsvermögen von 75.000 Zuschauern auf drei überdachten Zuschauerdecks. Die Büros der Vereinsführung wurden von Midtown Manhattan ins Stadion verlegt. Die Büros befanden sich seitdem zwischen dem Hauptdeck und dem Zwischendeck und waren über eine Aufzugsanlage mit dem Haupteingang verbunden.
Der Bauauftrag wurde am 5. Mai 1922 an die New Yorker Firma White Constructions Co. zu einem Festpreis von 2,5 Mio. US-Dollar vergeben, mit dem Zusatz, dass das Stadion zur Saisoneröffnung 1923 fertig sein sollte. Nach 284 Arbeitstagen Bauzeit war das Yankee Stadium bereit für das Eröffnungsspiel am 18. April 1923 gegen die Boston Red Sox.
Das Eröffnungsspiel war mit 74.200 Fans ausverkauft, tausende weitere Fans erhielten keinen Einlass. Babe Ruth besiegelte mit einem Three Run Homerun im vierten Inning den 4:1-Sieg über die Red Sox. Da es nicht zuletzt Ruths Wurfkraft und Schlagkraft waren, die den Stadionbau möglich gemacht hatten, wurde das Stadion bekannt unter dem Namen „The House That Ruth Built“. Am Ende der Saison wurden die ersten World-Series-Spiele im Stadion ausgetragen und die Yankees gewannen ihre erste Meisterschaft gegen den Erzrivalen, die New York Giants.
1928 wurde das Stadion das erste Mal vergrößert. Das obere Zuschauerdeck im Left Field hinter dem Foul Pole wurde ausgebaut. Die oberen Zuschauerränge im Right Field wurden 1937 ausgebaut und machten somit Upper Deck Homeruns (deutsch: Oberrang-Homeruns) auf beide Seiten des Stadions möglich. 1946 erhielt das Stadion eine Flutlichtanlage und 1959 die erste elektronische Anzeigentafel. Im Winter 1966 wurde die gesamte Anlage vom neuen Besitzer CBS für 1,5 Mio. US-Dollar modernisiert. Das meiste davon wurde in Farbe investiert (90 Tonnen). Die braune Betonfassade wurde weiß gestrichen und aus den grünen Sitzen der Haupttribüne wurden blaue.
Am 8. August 1972, nach jahrelangen Debatten über den alternden Ballpark, unterschrieben die Yankees einen Mietvertrag über 30 Jahre mit der Stadt New York, was für das Stadion bedeutete, dass es bis zum Jahr 1976 komplett modernisiert werden sollte. Nach der Saison 1973 zogen die Yankees für zwei Spielzeiten ins Shea Stadium, während das Stadion fast komplett abgerissen und neu aufgebaut wurde. Bei der Renovierung wurde das Spielfeld abgesenkt, damit die Sicht von den unteren Plätzen besser wurde. Nachdem das alte Dach des Stadions entfernt wurde, wurde die alte Fassade nachgebaut und zehn weitere Sitzreihen im obersten Zuschauerdeck ergänzt. Das renovierte Stadion öffnete wieder am 17. April 1976 im Spiel gegen die Minnesota Twins, das die Yankees mit 11:4 gewannen.
Das Yankee Stadium war auch Austragungsort anderer Sport- und Kulturereignisse. Während die Yankees auswärts spielten oder die Baseball-Saison pausierte, gab es im Yankee Stadium College- und Profi-Football, Fußball, politische Veranstaltungen, Konzerte und sogar Zirkusvorstellungen. Am 24. Juli 1923 gewann Benny Leonard einen 15-Runden-Boxkampf gegen Lou Tendler um den Leichtgewicht-Titel. Bis Muhammad Ali seinen Kampf gegen Ken Norton am 28. September 1976 gewann, wurden 30 Boxkämpfe ausgetragen. Einer davon war am 22. Juni 1938 um den Titel im Schwergewicht, als Joe Louis durch einen Erstrunden-K.O. gegen Max Schmeling gewann, nachdem er zwei Jahre zuvor an gleicher Stelle gegen Schmeling verloren hatte.

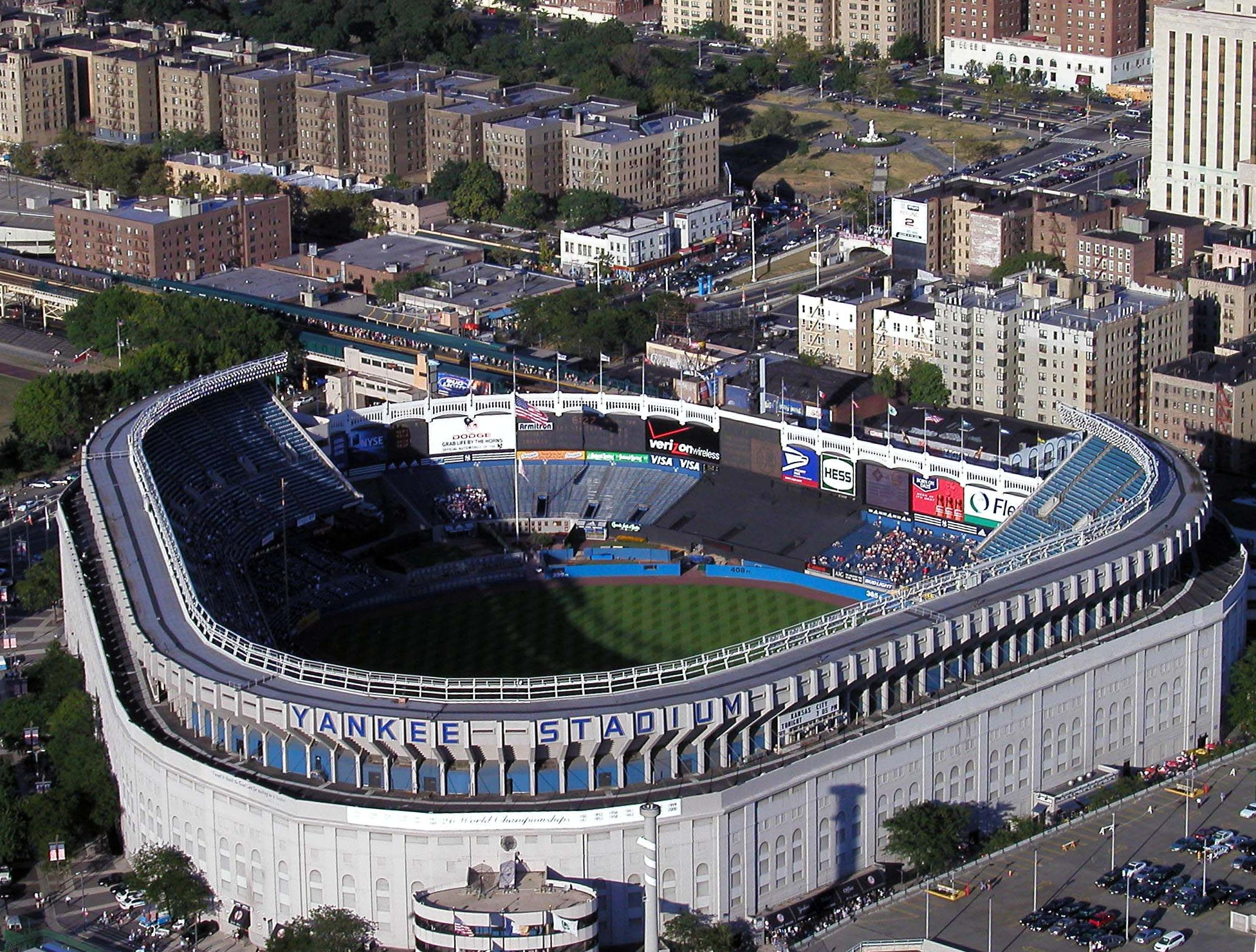
Ansicht von 2002

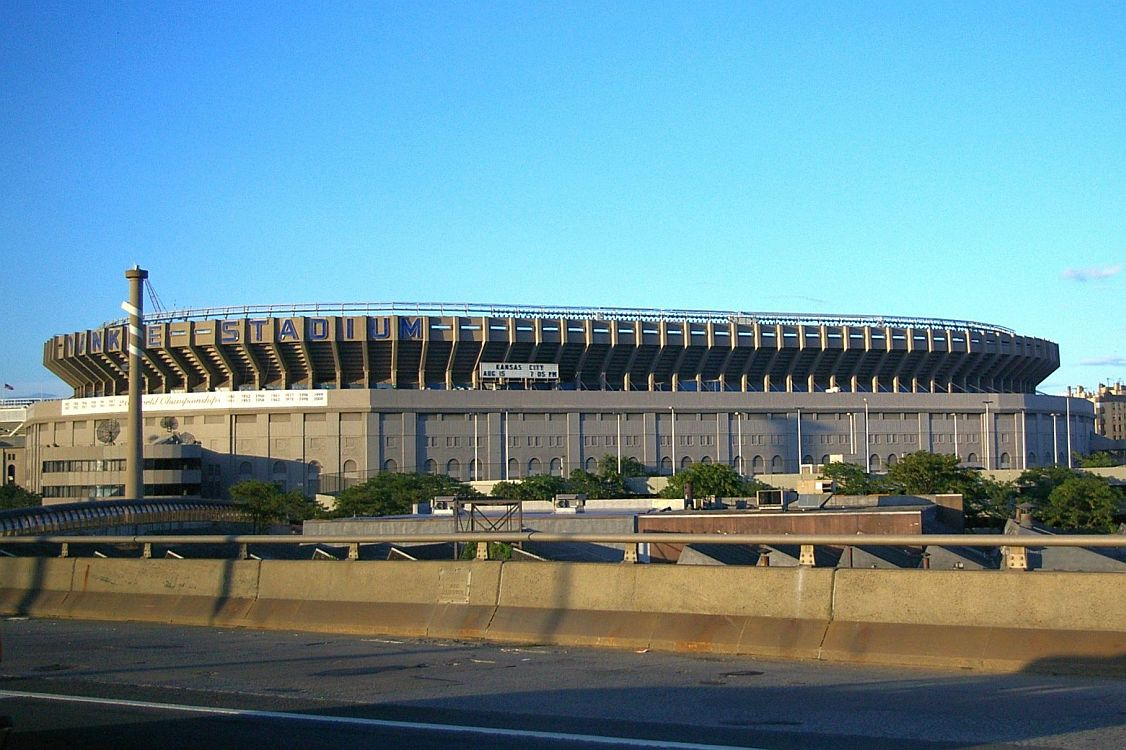
Außenansicht von 2008

Das Football-Team New York Giants spielte von 1956 bis 1973 im Yankee Stadium. Am 28. Dezember 1958, beim NFL Championship Game, sahen 64.185 Zuschauer, wie die Baltimore Colts das Spiel gegen die Giants sieben Sekunden vor Schluss zum 17:17 durch ein Field Goal von Steve Myrha ausglichen. In der achten Minute der ersten Sudden-Death-Verlängerung, die in der NFL gespielt wurde, kämpfte sich der Fullback der Colts Alan Ameche von der 1-Yard-Linie durch, um das Spiel zu beenden. Die Giants verloren „The Greatest Game Ever Played“ mit 23:17.
Am 4. Oktober 1965 kamen 80.000 Menschen ins Stadion, um Papst Paul VI. zu sehen. 14 Jahre später machte Papst Johannes Paul II. ebenfalls Halt im Yankee Stadion auf seiner Reise durch die USA. Auch Benedikt XVI. feierte am 20. April 2008 mit tausenden Menschen eine Messe im Yankee Stadium.

## Große Momente im Yankee Stadium
- Das MLB All-Star Game wurde in den Jahren 1939, 1969, 1977 und 2008 ausgetragen.
- Babe Ruth schlägt seinen 60. Home Run der Saison am 30. September 1927 und stellt damit einen neuen Rekord auf.
- Don Larsen schafft ein Perfect Game in der World Series am 8. Oktober 1956.
- Roger Maris schlägt seinen 61. Home Run der Saison am 1. Oktober 1961 und überbietet damit Ruths Rekord.
- Mickey Mantle schlägt seinen 500. Home Run am 14. Mai 1967.
- David Wells schafft ein Perfect Game am 18. Mai 1998.
- David Cone schafft ein Perfect Game am 18. Juli 1999.
- Roger Clemens gewinnt das 300. Spiel seiner Karriere und schafft seinen 4000. Strikeout am 13. Juni 2003.